# Liste der Baudenkmale in Breese in der Marsch
In der Liste der Baudenkmale in Breese in der Marsch sind die Baudenkmale des niedersächsischen Ortes Breese in der Marsch aufgelistet. Dies ist ein Teil der Liste der Baudenkmale in Dannenberg (Elbe). Der Stand der Liste ist der 30. Oktober 2021.
Die Quelle der IDs und der Beschreibungen ist der Denkmalatlas Niedersachsen.

## Allgemein
In den Spalten befinden sich folgende Informationen:
- Lage: die Adresse des Baudenkmales und die geographischen Koordinaten. Kartenansicht, um Koordinaten zu setzen. In der Kartenansicht sind Baudenkmale ohne Koordinaten mit einem roten Marker dargestellt und können in der Karte gesetzt werden. Baudenkmale ohne Bild sind mit einem blauen Marker gekennzeichnet, Baudenkmale mit Bild mit einem grünen Marker.
- Bezeichnung: Bezeichnung des Baudenkmales
- Beschreibung: die Beschreibung des Baudenkmales. Unter § 3 Abs. 2 NDSchG werden Einzeldenkmale und unter § 3 Abs. 3 NDSchG Gruppen baulicher Anlagen und deren Bestandteile ausgewiesen.
- ID: die Objekt-ID des Baudenkmales
- Bild: ein Bild des Baudenkmales, ggf. zusätzlich mit einem Link zu weiteren Fotos des Baudenkmals im Medienarchiv Wikimedia Commons. Wenn man auf das Kamerasymbol klickt, können Fotos zu Baudenkmalen aus dieser Liste hochgeladen werden:

## Baudenkmale

### Gruppe baulicher Anlagen
| Lage                       | Bezeichnung              | Beschreibung | ID       | Bild           |
| -------------------------- | ------------------------ | --- | -------- | -------------- |
| 53° 6′ 37″ N, 11° 7′ 58″ O | Siedlungskern (Ortskern) | Nach verheerendem Großbrand 1834 größtenteils neu geplant und als langgestrecktes, zweizeiliges Straßendorf aufgebaut. | 30825997 | Weitere Bilder |

### Einzeldenkmale
| Lage                                                    | Bezeichnung                              | Beschreibung | ID       | Bild |
| ------------------------------------------------------- | ---------------------------------------- | --- | -------- | ---- |
| Breese in der Marsch Nr. 5 53° 6′ 35″ N, 11° 8′ 18″ O   | Wohn-/ Wirtschaftsgebäude                | Bescheidenes Zweiständerhaus mit Backsteinausfachung unter Satteldach in Ziegeldeckung. Errichtet 1885 (i). | 30840266 |      |
| Breese in der Marsch Nr. 9 53° 6′ 36″ N, 11° 8′ 10″ O   | Wohn-/ Wirtschaftsgebäude                | Zweiständerhaus; teils mit Lehmschlag-, teils mit Backsteinausfachung unter Halbwalmdach. Neu erbaut 1834 (i) nach Großbrand. | 30840342 |      |
| Breese in der Marsch Nr. 10 53° 6′ 36″ N, 11° 8′ 9″ O   | Wohn-/ Wirtschaftsgebäude                | (Das Bild zeigt einen Schmuckgiebel von Haus Nr. 10 (Ende 19. Jahrhundert?). Wegen der erfolgten Umstellung der Hausnummern ist in diesem Fall die Zuordnung aber unsicher; evtl. ist eigentlich ein benachbartes Gebäude gemeint?)                                   | 30840363 |      |
| Breese in der Marsch Nr. 11 a 53° 6′ 37″ N, 11° 8′ 7″ O | Wohn-/ Wirtschaftsgebäude                | Zweiständerhaus mit Backsteinausfachung; Halbwalmdach in Ziegeldeckung; zweiflüglige Stalltür im Wohngiebel. Neu erbaut 1834 (i) nach Großbrand. | 30840381 |      |
| Breese in der Marsch Nr. 12 53° 6′ 37″ N, 11° 8′ 4″ O   | Wohn-/ Wirtschaftsgebäude                | Eingeschossiges, massives und verputztes Wohnhaus, traufständig an der Straße; rückwärtig angebauter Wirtschaftsteil; Satteldächer. Errichtet 1908 (i). | 30840419 |      |
| Breese in der Marsch Nr. 14 53° 6′ 38″ N, 11° 8′ 1″ O   | Wohn-/ Wirtschaftsgebäude                | Vierständerhaus mit Backsteinausfachung unter Halbwalmdach; vollständig als Wirtschaftsgebäude ausgebaut. Errichtet wohl nach dem Großbrand 1834. | 30840476 |      |
| Breese in der Marsch Nr. 15 53° 6′ 38″ N, 11° 7′ 59″ O  | Wohn-/ Wirtschaftsgebäude                | Zweiständerhaus mit Backsteinausfachung; weitgehend zu Wohnzwecken umgebaut; zusätzliche Fenster- und Türeinbauten; Halbwalmdach. Neu erbaut 1834 (i) nach Großbrand.                                                                                                 | 30840533 |      |
| Breese in der Marsch Nr. 15 53° 6′ 38″ N, 11° 7′ 58″ O  | Remise                                   | Kleiner Fachwerkbau unter hohlpfannengedecktem Satteldach, Gefache mit Backsteinen gefüllt. Zu Wohnzwecken ausgebaut. Errichtet im 18. Jahrhundert. | 39578519 | BW   |
| Breese in der Marsch Nr. 17 53° 6′ 39″ N, 11° 7′ 54″ O  | Wohn-/ Wirtschaftsgebäude                | Zweiständerhaus mit Backsteinausfachung; Wohnteil massiv ersetzt; Halbwalmdach; weitgehend zu Wohnzwecken umgebaut; zusätzliche Fenster- und Türeinbauten. Neu erbaut 1834 nach Großbrand.                                                                            | 30840552 |      |
| Breese in der Marsch Nr. 17 53° 6′ 38″ N, 11° 7′ 52″ O  | Scheune                                  | Querscheune in Fachwerk mit straßenseitiger Einfahrt, Satteldach in Krempziegeldeckung; Gefachausfüllungen in Backstein. Errichtet 1906 (i). | 39550932 |      |
| Breese in der Marsch Nr. 18 53° 6′ 39″ N, 11° 7′ 50″ O  | Wohn-/ Wirtschaftsgebäude                | Großes Querdielenhaus in Fachwerk mit Backsteinausfachung; Wirtschaftsteil straßenseitig links; hier rückwärtig großer Erweiterungsbau; dreiachsiges Zwerchhaus in der straßenseitigen Dachfläche des Wohnteils; Satteldach in Hohlpfannendeckung. Errichtet um 1900. | 30840514 |      |
| Breese in der Marsch Nr. 18 53° 6′ 40″ N, 11° 7′ 51″ O  | Stall                                    | Langgestreckter Fachwerkbau mit kleinem Zwerchhäuschen, Backsteingefachausfüllungen; Futterküche im Westteil, Satteldach in Hohlpfannendeckung. Errichtet in der zweiten Hälfte des 19. Jahrhunderts.                                                                 | 39567074 |      |
| Breese in der Marsch Nr. 19 53° 6′ 39″ N, 11° 7′ 48″ O  | Stall                                    | Zur Straße giebelständiges Fachwerkgebäude unter ziegelgedecktem Satteldach; Gefache mit Backsteinen ausgefüllt. Errichtet in der zweiten Hälfte des 19. Jahrhunderts.                                                                                                | 34566684 |      |
| Breese in der Marsch Nr. 19 53° 6′ 40″ N, 11° 7′ 47″ O  | Scheune                                  | Fachwerkbau mit seitlicher Einfahrt unter Halbwalmdach; Gefachausfüllungen in Backstein. Errichtet in der zweiten Hälfte des 19. Jahrhunderts. | 35813650 | BW   |
| Breese in der Marsch Nr. 21 53° 6′ 42″ N, 11° 7′ 44″ O  | Scheune                                  | Giebelständiges Fachwerkgebäude unter Halbwalmdach; Gefache mit Backstein ausgefüllt. Errichtet in der 2. Hälfte des 19. Jahrhunderts. | 34566926 |      |
| Breese in der Marsch Nr. 22 53° 6′ 41″ N, 11° 7′ 41″ O  | Wohn-/ Wirtschaftsgebäude                | Stark verändertes und teilmassiviertes Zweiständerhaus unter Halbwalmdach in Ziegeldeckung. Errichtet wohl nach dem Großbrand 1834. | 30840457 |      |
| Breese in der Marsch Nr. 45 53° 6′ 39″ N, 11° 7′ 39″ O  | ehem. Schule (Wohn-/ Wirtschaftsgebäude) | Zweiständerhaus mit Backsteinausfachung; eine Mistgangtür sowie Dielentor zwischenzeitlich zugesetzt; Wirtschaftsteil zu Wohnzwecken ausgebaut; Halbwalmdach in Ziegeldeckung; ursprünglich 1836 als Schulhaus des Dorfes errichtet.                                  | 30840285 |      |
| Breese in der Marsch Nr. 46 53° 6′ 39″ N, 11° 7′ 42″ O  | Stall                                    | Traufständiger Fachwerkbau unter ziegelgedecktem Satteldach; Gefachausfüllungen in Backstein. Seitliche Durchfahrt. Ohne straßenseitigen Anbau. Errichtet in der zweiten Hälfte des 19. Jahrhunderts.                                                                 | 34566462 |      |
| Breese in der Marsch Nr. 47 53° 6′ 38″ N, 11° 7′ 43″ O  | Wohn-/ Wirtschaftsgebäude                | Kleines Vierständerhaus mit Backsteinausfachung; Satteldach in Hohlpfannendeckung; Wirtschaftsteil zu Wohnzwecken umgebaut; zusätzliche Fenster und Türen. Erbaut 1837.                                                                                               | 30840687 |      |
| Breese in der Marsch Nr. 49 53° 6′ 38″ N, 11° 7′ 46″ O  | Wohn-/Wirtschaftsgebäude                 | Zweiständerhaus mit Backsteinausfachung; Halbwalmdach; vollständig zu Wohnzwecken ausgebaut; zusätzliche Fenster und Türen. Neu erbaut 1834 nach Großbrand. | 30840706 |      |
| Breese in der Marsch Nr. 49 53° 6′ 38″ N, 11° 7′ 47″ O  | Speicher (Bauwerk)                       | Kleiner Wandständerbau in Fachwerk, Gefachausfüllungen in Lehm; mit angebautem Schuppen. Satteldach in Hohlpfannendeckung. Errichtet in der ersten Hälfte des 19. Jahrhunderts.                                                                                       | 34566666 | BW   |
| Breese in der Marsch Nr. 49 53° 6′ 37″ N, 11° 7′ 47″ O  | Stall                                    | Hoher eingeschossiger Fachwerkbau unter Satteldach in Hohlpfannendeckung, Gefache mit Backstein ausgefüllt. Errichtet Ende des 19. Jahrhunderts. | 39561703 | BW   |
| Breese in der Marsch Nr. 50 53° 6′ 37″ N, 11° 7′ 49″ O  | Wohn-/ Wirtschaftsgebäude                | Vollständig massiviertes Hallenhaus unter Halbwalmdach in Ziegeldeckung. Erbaut Mitte des 19. Jahrhunderts. | 30840590 | BW   |
| Breese in der Marsch Nr. 51 53° 6′ 37″ N, 11° 7′ 52″ O  | Wohn-/ Wirtschaftsgebäude                | Vierständerhaus mit Backsteinausfachung; Halbwalmdach; Wirtschaftsteil mit zusätzlichen Stalltüren auch traufseitig. Neu erbaut 1834 (i) nach Großbrand. | 30840763 |      |
| Breese in der Marsch Nr. 52 53° 6′ 37″ N, 11° 7′ 54″ O  | Wohn-/ Wirtschaftsgebäude                | Zur Straße traufständiges, breites Vierständerhaus mit Backsteinausfachung; Halbwalmdach in Hohlpfannendeckung; weitgehend zu Wohnzwecken umgebaut; zusätzliche Fenster- und Türeinbauten. Errichtet 1859 (i).                                                        | 30840609 |      |
| Breese in der Marsch Nr. 53 53° 6′ 36″ N, 11° 7′ 55″ O  | Wohn-/ Wirtschaftsgebäude                | Zweiständerbau mit Backsteinausfachung, reich geschmückte Front, Spruchband am Tor unter dem Krüppelwalm; Traufseiten in Backsteinmauerwerk erneuert; Halbwalmdach. Erbaut 1723 (i) und damit ältestes Gebäude am Ort.                                                | 30840649 |      |
| Breese in der Marsch Nr. 55 53° 6′ 36″ N, 11° 7′ 58″ O  | Wohn-/ Wirtschaftsgebäude                | Vierständerhaus mit Backsteinausfachung; Halbwalmdach; Dielentor zwischenzeitlich zugesetzt; vollständig zu Wohnzwecken umgebaut; zusätzliche Fenster und Türen. Neu erbaut 1834 (i) nach Großbrand.                                                                  | 30840668 |      |
| Breese in der Marsch Nr. 55 53° 6′ 36″ N, 11° 7′ 58″ O  | Stall                                    | Gestreckter, anderthalbgeschossiger, hoher Wandständerbau in Fachwerk mit Backsteinausfüllung unter Satteldach in Hohlpfannendeckung. Errichtet wohl in der zweiten Hälfte des 19. Jahrhunderts.                                                                      | 39561717 |      |
| Breese in der Marsch Nr. 56 53° 6′ 36″ N, 11° 8′ 0″ O   | Wohn-/ Wirtschaftsgebäude                | Großes Zweiständerhaus mit Backsteinausfachung; Halbwalmdach; vollständig zu Wohnzwecken ausgebaut; zusätzliche Fenster. Neu erbaut 1834 (i) nach Großbrand. | 30840628 |      |
| Breese in der Marsch Nr. 57 53° 6′ 35″ N, 11° 8′ 3″ O   | Wohn-/ Wirtschaftsgebäude                | Zweiständerhaus mit Backsteinausfachung; Halbwalmdach; Wirtschaftsteil zu Wohnzwecken ausgebaut; Dielentor entfernt und durch Haustür ersetzt; zusätzliche Fenster. Neu erbaut 1834 (i) nach Großbrand.                                                               | 30840784 |      |
| Breese in der Marsch Nr. 58 53° 6′ 35″ N, 11° 8′ 6″ O   | Wohn-/ Wirtschaftsgebäude                | Zweiständerhaus mit Backsteinausfachung; Halbwalmdach in verschiedener (auch Reet-) Deckung; Wirtschaftsteil zu Wohnzwecken umgebaut; zusätzliche Fenster und Türen. Neu erbaut 1834 (i) nach Großbrand.                                                              | 30840803 |      |
| Breese in der Marsch Nr. 59 53° 6′ 34″ N, 11° 8′ 9″ O   | Wohn-/ Wirtschaftsgebäude                | Vierständerhaus mit Backsteinausfachung; Halbwalmdach; beide Traufen in Backsteinmauerwerk; vollständig zu Wohnzwecken ausgebaut. Neu erbaut 1834 (i) nach Großbrand.                                                                                                 | 30840824 |      |
| Breese in der Marsch Nr. 62 53° 6′ 34″ N, 11° 8′ 14″ O  | Wohn-/ Wirtschaftsgebäude                | Zweiständerhaus mit Backsteinausfachung; Halbwalmdach in Hohlpfannendeckung; Wirtschaftsteil zu Wohnzwecken ausgebaut. Errichtet 1897 (i). | 30840247 |      |
| Breese in der Marsch Nr. 63 53° 6′ 34″ N, 11° 8′ 15″ O  | Wohn-/ Wirtschaftsgebäude                | Schmales Vierständerhaus mit Backsteinausfachung; Halbwalmdach in Hohlpfannendeckung; als reines Wirtschaftsgebäude genutzt. 1835 (i) errichtet. | 30840323 |      |